# Labiobarbus leptocheilus
Labiobarbus leptocheilus är en fiskart som först beskrevs av Achille Valenciennes 1842.  Labiobarbus leptocheilus ingår i släktet Labiobarbus och familjen karpfiskar. IUCN kategoriserar arten globalt som livskraftig. Inga underarter finns listade i Catalogue of Life.